# Partido Popular Unido (Polônia)
O Partido Popular Unido (em polonês/polaco:  Zjednoczone Stronnictwo Ludowe, ZSL) foi um partido político agrário na República Popular da Polônia. Ele foi formado em 27 de novembro de 1949 pela união do partido comunista Partido Popular da Polónia com o resto independente do Partido Popular de Stanisław Mikołajczyk (que mudou o nome do partido para Partido Popular da Polônia).
ZSL se tornou – como previsto desde seu início – um partido-satélite do Partido Operário Unificado Polonês (PZPR), representando o PZPR em áreas rurais. Depois de 1982, foi membro do Movimento Patriótico para o Renascimento Nacional.
Em 1989, depois da vitória da Solidarność na eleição legislativa polonesa de 1989, junto com os outros partidos-satélites do PZPR, o Partido Democrático (SD), o ZSL decidiu apoiar Solidarność. No congresso do ZSL (27–29 de novembro de 1989), ZSL se transformou em Polskie Stronnictwo Ludowe - Odrodzenie ("Partido Popular Polonês - Renascimento"). PSL-Odrodzenie se fundiu com o Partido Popular Polonês "Wilanowskie", formando o que é hoje o Partido Popular da Polônia. 

## Presidentes
- 1949–1953: Józef Niećko
- 1953–1956: Władysław Kowalski
- 1956–1962: Stefan Ignar
- 1962–1971: Czesław Wycech
- 1971–1981: Stanisław Gucwa
- 1981: Stefan Ignar
- 1981–1989: Roman Malinowski
- 1989: Dominik Ludwiczak